# Mistrzostwa Polski juniorów starszych w koszykówce mężczyzn

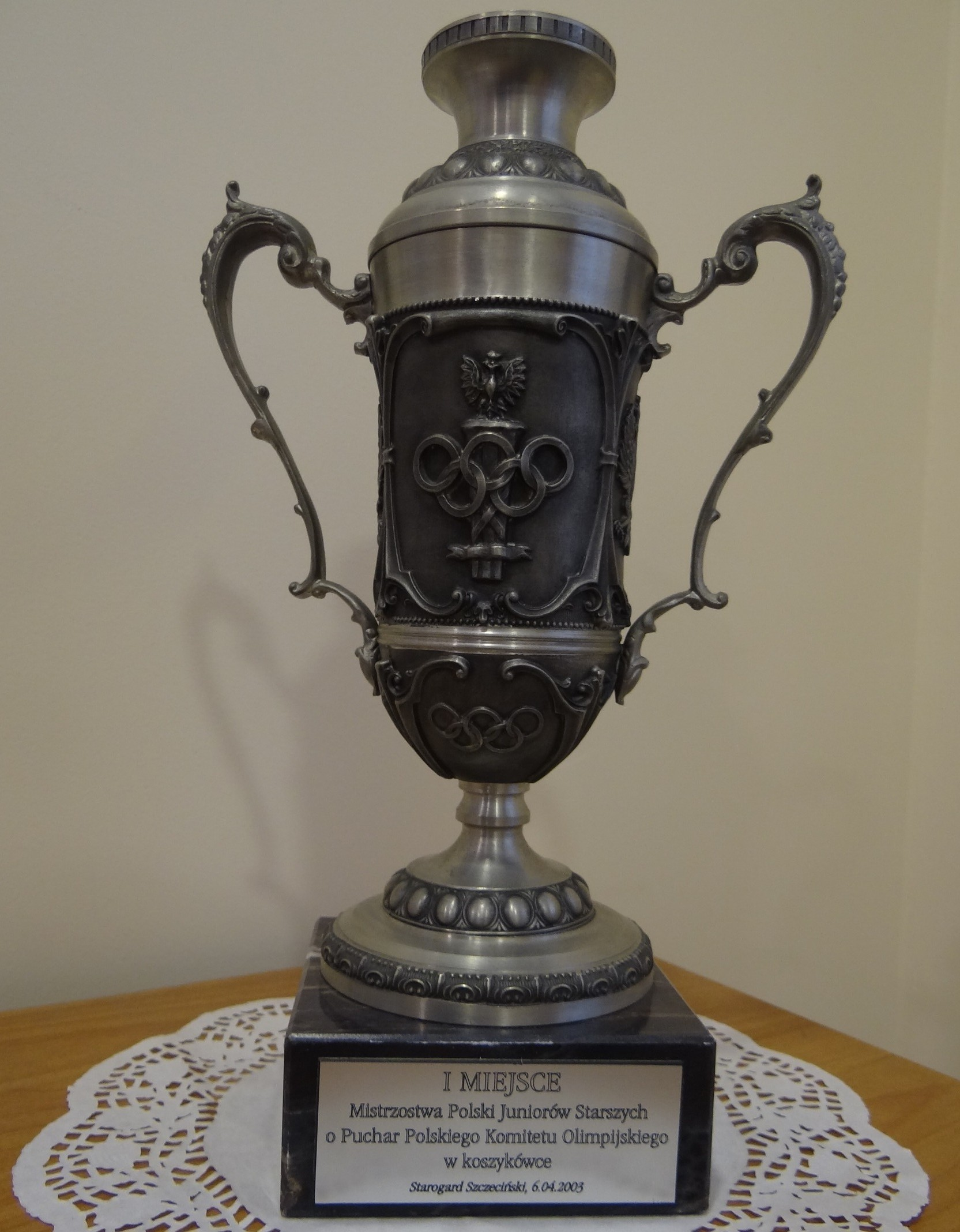
Puchar za mistrzostwo Polski juniorów starszych, przyznany Spójni Stargard Szczeciński (2003).

Mistrzostwa Polski Juniorów Starszych w koszykówce mężczyzn – turniej koszykarski o klubowe mistrzostwo Polski do lat 19. w koszykówce mężczyzn, rozgrywany cyklicznie od 1997.
W czerwcu 2020 Polski Związek Koszykówki obniżył granicę wieku uczestników rozgrywek do lat 19.
Z upływem lat zaczęto wybierać też najlepszych zawodników, obrońców, rozgrywających oraz składy turnieju. Wyborów dokonywali trenerzy, sędziowie oraz dziennikarze w dowolnej konfiguracji. Odbywały się one jednak nieregularnie.

## Medaliści
| Sezon | Miejsce              |                                    |                             |                                   | MVP turnieju                     |
| U–20  |                      |                                    |                             |                                   |                                  |
| 1997  | Toruń                | AZS Toruń                          | WKS Śląsk Wrocław           | Start Lublin                      |                                  |
| 1998  | Toruń                | Trefl Sopot                        | AZS Toruń                   | Alba Chorzów                      |                                  |
| 1999  | Gdynia               | Trefl Puzzle Gdynia                | Wisła Kraków                | Start Lublin                      | Przemysław Frasunkiewicz (Trefl) |
| 2000  | Wałbrzych            | Trefl Gdynia                       | JKKS Górnik Wałbrzych       | KS Polonia Warszawa               |                                  |
| 2001  | Leszno               | WKS Śląsk Wrocław                  | Unia Tarnów                 | Polonia Leszno                    |                                  |
| 2002  | Warszawa             | Polpharma Pakmet Starogard Gdański | Polonia Warszawa            | WTK Włocławek                     |                                  |
| 2003  | Stargard Szczeciński | Spójnia Stargard Szczeciński       | WKS Śląsk Wrocław           | Górnik Wałbrzych                  |                                  |
| 2004  | Kwidzyn              | WKS Śląsk Wrocław                  | Polonia Warszawa            | Sudety Jelenia Góra               | Kamil Chanas (Śląsk)             |
| 2005  | Kwidzyn              | WKS Śląsk Wrocław                  | Polonia Warszawa            | Basket Kwidzyn                    | Kamil Chanas (Śląsk)             |
| 2006  | Wrocław              | WTK Włocławek                      | WKS Śląsk Wrocław           | SKM Zastal Zielona Góra           |                                  |
| 2007  | Szczecin             | MKK Pyra Poznań                    | WTK Włocławek               | SKM Zastal Zielona Góra           |                                  |
| 2008  | Sopot                | Polonia 2011 Warszawa              | Prokom Trefl Sopot          | Pogoń Ruda Śląska                 | Jarosław Mokros (Polonia 2011)   |
| 2009  | Sopot                | Polonia 2011 Warszawa              | MKS Polonia Warszawa        | Legia Warszawa                    | Piotr Pamuła (Polonia 2011)      |
| 2010  | Włocławek            | Polonia 2011 Warszawa              | Wilki Morskie Szczecin      | MKS Polonia Warszawa              | Krzysztof Sulima (Polonia 2011)  |
| 2011  | Wrocław              | WKS Śląsk Wrocław                  | MKS Polonia Warszawa        | Znicz Jarosław                    | Tomasz Bodziński (WKS)           |
| 2012  | Lublin               | WKK Wrocław                        | Trefl Sopot                 | GTK Gdynia                        | Piotr Niedźwiedzki (WKK)         |
| 2013  | Sopot                | WKK Wrocław                        | MKS Dąbrowa Górnicza        | Trefl Sopot                       | Jan Grzeliński (WKK)             |
| 2014  | Radom                | Rosa Sport Radom                   | SKM Zastal Zielona Góra     | Trefl Sopot                       | Daniel Szymkiewicz (Rosa)        |
| 2015  | Gdynia               | Trefl Sopot                        | Asseco Gdynia               | Biofarm Basket Junior Poznań      | Grzegorz Kulka (Trefl Sopot)     |
| 2016  | Wrocław              | Asseco Gdynia                      | Exact Systems Śląsk Wrocław | WKK Wrocław                       | Marcin Wieluński (Asseco)        |
| 2017  | Gdynia               | Exact Systems Śląsk Wrocław        | WKK Wrocław                 | Biofarm Basket Junior Poznań      | Aleksander Dziewa (Śląsk)        |
| 2018  | Radom                | Asseco Gdynia                      | WKK Wrocław                 | Exact Systems Śląsk Wrocław       | Bartłomiej Pietras (Asseco)      |
| 2019  | Kraków               | KS AGH Korona Oknoplast Kraków     | Asseco Arka Gdynia          | Exact Systems Śląsk Wrocław       | Maciej Koperski (Korona)         |
| 2020  | Katowice             | Asseco Arka Gdynia                 | Trefl Sopot                 | AZS AWF Mickiewicz-Romus Katowice | Grzegorz Kamiński (Arka)         |
| U–19  |                      |                                    |                             |                                   |                                  |
| 2021  |                      | GTK Gliwice                        | Exact Systems Śląsk Wrocław | WKK Wrocław                       | Aleksander Wiśniewski (GTK)      |
| 2022  |                      | Enea Basket Junior Poznań          | ALMS Start Lublin           | GTK Gliwice                       | Jan Jakubiak (Enea)              |
| 2023  | Sopot                | Enea Basket Junior Poznań          | WKK Wrocław                 | SKM Zastal Zielona Góra           | Jakub Andrzejewski (Enea)        |

## Nagrody i wyróżnienia

### Składy najlepszych zawodników turnieju
| 2008 - Dardan Berisha (Polonia 2011) - Piotr Pamuła (Polonia 2011) - Adam Waczyński (Prokom) - Mateusz Kostrzewski (Prokom) - Mateusz Jarmakowicz (Turów) 2010 - Kamil Sadowski (TKM Włocławek) - Piotr Pamuła (Polonia 2011) - Radosław Bojko (Wilki) - Alan Czujkowski (MKS Polonia) - Tomasz Gielo (Wilki) 2011 - Michał Kwiatkowski (MKS Polonia) - Jarosław Zyskowski (WKS) - Jakub Karolak (Novum) - Bartosz Zając (MKS Znicz) - Dariusz Wyka (MKS Znicz) 2012 - Jan Grzeliński (WKK) - Jakub Koelner (WKK) - Mateusz Żołnierewicz (GTK) - Kacper Borowski (Trefl) - Jakub Dybek (Zastal) 2013 - Grzegorz Grochowski (MKS) - David Brembly (Trefl) - Jakub Karolak (MKS) - Jakub Garbacz (Rosa) - Jarosław Trojan (WKK) | 2014 - Paweł Dzierżak (Trefl) - Filip Zegzuła (Rosa) - Radosław Trubacz (SKM) - Damian Jeszke (Rosa) - Grzegorz Kulka (Trefl) 2015 - Artur Włodarczyk (Trefl) - Damian Szymczak (Biofarm) - Przemysław Żołnierewicz (Asseco) - Wojciech Czerlonko (Asseco) - Błażej Szymichowski (Poundout) 2016 - Jakub Musiał (WKS) - Marcel Ponitka (SKM) - Michał Kołodziej (Asseco) - Maciej Krakowczyk (WKS) - Szymon Kiwilsza (WKK) 2017 - Jakub Musiał (Śląsk) - Tomasz Żeleźniak (Śląsk) - Szymon Ryżek (Biofarm) - Norbert Ziółko (Rosa) - Jakub Kobel (WKK) 2018 - Filip Stryjewski (Asseco) - Michał Jodłowski (WKK) - Jakub Kobel (WKK) - Mateusz Szczypiński (KS Rosa) - Sebastian Bożenko (Śląsk) | 2019 - Norbert Ziółko (Rosa) - Jan Malesa (Śląsk) - Grzegorz Kamiński (Arka) - Patryk Pachołek (Korona) - Kamil Jewuła (Korona) 2020 - Mateusz Kaszowski (Arka) - Miłosz Korolczuk (Arka) - Błażej Kulikowski (Trefl) - Stanisław Heliński (Katowice) - Michał Sitnik (WKK) 2021 - Olaf Perzanowski (Arka) - Maksymilian Wilczek (WKK) - Mikołaj Adamczak (GTK) - Kacper Gordon (Śląsk) - Kacper Marchewka (Śląsk) 2022 - Jakub Andrzejewski (Enea) - Wiktor Kępka (Start) - Tymoteusz Pszczoła (Start) - Igor Krzych (GTK) - Jakub Bereszyński (Śląsk) 2023 - Ilian Węgrowski (Zielona Góra) - Miłosz Toczek (Sopot) - Aleksy Walczak (Wrocław) - Maksymilian Wilczek (Wrocław) - Jan Nowicki (Poznań) |

| - 1999 – Filip Dylewicz (Trefl) - 2003 – Grzegorz Kukiełka (Polpharma) - 2006 – Michał Chyliński (Astoria) - 2007 – Tomasz Gembus (MKS Zabrze) - 2008 – Adam Waczyński (Prokom) - 2009 – Marcin Dymała (Stal Ostrów) - 2010 – Alan Czujkowski (Polonia) - 2011 – Filip Matczak (Trefl) - 2013 – Jakub Karolak (MKS Dąbrowa) - 2014 – Piotr Stępak (AGH Kraków) - 2017 – Szymon Ryżek (Biofarm) - 2018 – Bartłomiej Pietras (Asseco) | - 2013 – Marcin Piechowicz (MKS Dąbrowa) - 2014 – Grzegorz Kulka (Trefl) - 2015 – Przemysław Żołnierewicz (Asseco) - 2023 – Tobiasz Dydak (SKM Zastal) | - 2013 – Grzegorz Grochowski (MKS Dąbrowa) - 2014 – Paweł Dzierżak (Trefl) - 2015 – Paweł Dzierżak (Trefl) - 2023 – Miłosz Toczek (Trefl) |

### Najlepiej przechwytujący
- 2013 – Damian Szymczak (Poznań)

| - 2015 – Marcin Marczuk (Asseco) - 2018 – Jakub Musiał (Śląsk) | - 2015 – Dawid Sączewski (Asseco) | - 2014 – Jakub Schenk (ROSA) - 2018 – Jakub Kobel (WKK) |

| - 2013 – Krzysztof Ogrodowczyk (Legia) | - 2013 – Tomasz Niedbalski (WKK) |